# Sabit Karaağaç
Sabit Karaağaç (ur. 5 maja 1987 w Ankarze) – turecki siatkarz, grający na pozycji środkowego. 

## Sukcesy klubowe
Mistrzostwo Turcji:
- 2014
- 2013
- 2012, 2017

Puchar Turcji:
- 2013, 2014, 2017[3]

Puchar CEV:
- 2013[4]
- 2018

Superpuchar Turcji:
- 2013

Liga Mistrzów:
- 2014

## Sukcesy reprezentacyjne
Liga Europejska:
- 2010